# Chromi(III) phenoxide
Chromi(III) phenoxide là một hợp chất hữu cơ có công thức hóa học Cr(C6H5O)3. Hợp chất này có màu lục đậm, không tan trong nước và các dung môi hữu cơ.

## Điều chế
Chromi(III) phenoxide được điều chế bằng cách cho chromi(III) ethoxide tác dụng với một lựong phenol với điều kiện hồi lưu trong benzen liên tục 20 giờ cùng với sự tạo thành hỗn hợp đẳng phí của ethanol với benzen.
Cr(C2H5O)3 + 3C6H5OH → Cr(C6H5O)3 + 3C2H5OH

## Phản ứng
Chromi(III) phenoxide có thể phản ứng với một lượng methanol hoặc ethanol để tạo ra các hợp chất tương ứng.
Cr(C6H5O)3 + 3CH3OH → Cr(CH3O)3 + 3C6H5OH
Cr(C6H5O)3 + 3C2H5OH → Cr(C2H5O)3 + 3C6H5OH

## Hợp chất khác
Cr(C6H5O)3 có thể tạo phức với NH3. Phức Cr(C6H5O)3·6NH3 có màu vàng rơm.